# Birgit Schäfer
Birgit Schäfer  (* 29. Juni 1971) ist eine ehemalige deutsche Fußballspielerin.

## Karriere
Schäfer gehörte von 1997 bis 1999, in den ersten beiden Saisonen der eingleisigen Bundesliga, dem FC Eintracht Rheine an, der sich in der laufenden Saison am 10. März 1998 als eigenständiger Verein fortan FFC Heike Rheine nannte.
In ihrer ersten Saison bestritt sie 20 Punktspiele, beginnend mit dem 2:0-Sieg im Heimspiel gegen den TuS Niederkirchen zum Saisonstart am 17. August 1997. Zwei Wochen später gehörte sie der Mannschaft an, die im heimischen Jahnstadion das Spiel um den DFB-Supercup gegen Grün-Weiß Brauweiler zu bestreiten hatte. Bei dem durch Carmen Holinka in der 81. Minute erzielten 1:0-Siegtreffer für die Pulheimerinnen, wurde sie (Schäfer) in der 59. Minute für Marcia Monroe Merchant ausgewechselt.
In der Folgesaison, ihrer letzten, wurde sie in 19 Punktspielen eingesetzt. Vor ihrem Wechsel nach Rheine spielte sie in Wattenscheid für die dort ansässige SG Wattenscheid 09 in der Gruppe Nord der seinerzeit zweigleisigen Bundesliga. Vom 21. August 1994 bis zum 23. April 1995 fand sie in 17 Saisonspielen Berücksichtigung; den Abstieg ihrer Mannschaft in die seinerzeit zweitklassige Regionalliga West vermochte sie auch nicht zu verhindern.

## Erfolge
- DFB-Pokal-Finalist 1997 (ohne Einsatz)
- DFB-Supercup-Finalist 1997